# Країна дошкілля
«Країна дошкілля» — український науково-методичний та навчально-інформаційний журнал для педагогів дошкільних установ і батьків.

## Історія та зміст
Заснований у 2014 році у Києві МОН України, видавництвом «Педагогічна преса» та ТОВ «Фірма „Антологія“».
Виходив щомісяця українською мовою. Наклад — 200 примірників. 
Основна тематика: правове забезпечення та впровадження новітніх технологій у дошкільну освіту, методичні та психологічні поради тощо. Авторами були педагоги, методисти, психологи. 
Рубрики: «Забезпечення дошкільної освіти», «Простір дитинства», «МОН України», «Методична служба», «Точка зору», «Науковий супровід», «Батьківський клуб», «Дебати» тощо. 
Головний редактор — Вороніна Т. (з 2014 року).